# Stegophiura sladeni
Stegophiura sladeni is een slangster uit de familie Ophiuridae.
De wetenschappelijke naam van de soort werd in 1879 gepubliceerd door Peter Martin Duncan.